# Ола (приток Березины)
Ола́ (бел. Ала́) — река в Могилевской и Гомельской области, левый приток Березины (бассейн Днепра).
Длина 100 км.
Начинается через 1,2 км на запад от д. Виленка Кировского района, протекает по Бобруйскому и Жлобинскому районам, устье за 2 км на север от д. Чирковичи Светлогорского района. Верхнее течение на Центральноберезинской равнине, нижнее — на Приднепровской низменности. На реке расположен г. Кировск.
Основные притоки: Рилейка, Белица, ручей Любица (справа), Большая Вязынка (слева). В нижнем течении от Олы отходит река Выдрица.
Долина в основном трапециевидная, на отдельных участках невыразительная, шириной 0,8-1 км, возле д. Степы Жлобинского района — до 3 км. Пойма в верховье осушена и распахана, шириной в среднем течении 0,5-0,6 км, ниже — 1-1,5 км. Русло канализировано, кроме 5 км в нижнем течении. Ширина реки в межень в верховье 8-10 м, на остальном протяжении 12-20 м.
Берега крутые, обрывистые, высотой 1-3 м, задернованные, в нижнем течении низкие. Наиболее высокий уровень половодья в конце марта, максимальная высота над меженным уровнем 2,8 м. Возле д. Мышковичи, Вилы, Волосовичи Кировского района — плотины и пруды (площадь, соответственно, 52, 27 и 32 га). В пойме около д. Михалево Бобруйского района наливной пруд (площадь 14,5 га). Площадь мелиорированных земель в бассейне Олы 210 км², длина открытой мелиоративной сети 1527 км.
Здесь была деревня с таким же названием, которая была полностью разрушена 14 января 1944 года немецкими солдатами.

## Происхождение названия
Согласно лингвисту К. Буге, название реки балтское, в одном ряду с литовскими гидронимами Alėja, Aluota, Alauša. В свою очередь, языковед А. Ванагас в этих гидронимах выделяет корань al-, связанный с литовским alėti «течь».
Географ А. Рогалев объясняет название с помощью финно-угорских географических терминов: коми уль — «влажный, мокрый, сырой»; коми ёль — «лесной ручей», «речка»; мордовское ёв — «река», «вода»; хантыйское ел — «родник».